# هيروو كاناموري
هيروو كاناموري (باليابانية: 金森博雄؛ بالكانا: かなもり ひろお) هو أستاذ جامعي ياباني، ولد في 17 أكتوبر 1936 في طوكيو في اليابان.